# Susanne Wille
Pour les articles homonymes, voir Wille.
Susanne Wille (née le 25 avril 1974 à Muri en Argovie) est une journaliste et présentatrice de télévision suisse. 
Membre de la direction de la Radio et Télévision Suisse et directrice de son département culturel depuis 2020, elle est nommée directrice générale de la Société suisse de radio et de télévision (SRG SSR) en mai 2024 pour prise de fonction au 1er novembre 2024.

## Biographie

### Origines et famille
Susanne Franziska[réf. nécessaire] Wille naît le 25 avril 1974 à Muri en Argovie. Elle est la deuxième d'une famille de trois enfants. Ses parents sont pédagogues.
Elle grandit à Villmergen en Argovie.
Elle est mariée au journaliste Franz Fischlin (de), présentateur du Tagesschau (SRF) (de) depuis 2004 . Ils ont trois enfants. 

### Études et parcours professionnel
Elle étudie le journalisme, l'histoire et l'anglais aux universités de Fribourg, Zurich et Édimbourg. Elle travaille également comme hôtesse de l'air chez Swissair avant de devenir journaliste vidéo pour la chaîne de télévision régionale argovienne Tele M1 en 1999.
Elle est journaliste à la télévision suisse à partir de 2001, où elle présente notamment le magazine d'information 10 vor 10 (de) jusqu'en 2011. Elle est ensuite correspondante au Palais fédéral,. À partir de 2013, elle est reporter et présentatrice pour le programme Rundschau (de). Elle anime par ailleurs de nombreuses émissions spéciales et réalise des séries de reportages sur l'Iran, la Russie, la Turquie, le Brésil, l'Inde et l'Europe du Sud-Est. En 2017, elle revient à 10 vor 10, tout en continuant avec Rundschau quatre fois par an. Elle écrit une chronique dans l’Aargauer Zeitung jusqu'en 2019
En 2020, elle devient responsable de la culture à la Radio et Télévision Suisse et siège au conseil d'administration. Elle est élue en mai 2024 directrice générale de la Société suisse de radio et de télévision (SRG SSR), succédant à Gilles Marchand, et prendra ses fonctions le 1er novembre 2024.

## Prix
- En 2005 : Prix des médias de Bedag Informatique SA pour le spécial Alles unter Kontrolle?[13]
- En 2015 : MedienStar Award de l'Association de la presse zurichoise[14]
- En 2016, 2017 et 2018 : elle est élue par trois fois « Journaliste politique de l'année » par les lecteurs du magazine spécialisé Schweizer Journalist[15]

## Hommage
- En 2007, le rappeur zurichois Bligg lui dédie une chanson, intitulée « Susanne »[16],[17].